# العلاقات البيلاروسية الليبيرية
العلاقات البيلاروسية الليبيرية هي العلاقات الثنائية التي تجمع بين روسيا البيضاء وليبيريا.

## مقارنة بين البلدين
هذه مقارنة عامة ومرجعية للدولتين:
| وجه المقارنة                                              | روسيا البيضاء                    | ليبيريا      |
| --------------------------------------------------------- | -------------------------------- | ------------ |
| المساحة (كم2)                                             | 207.60 ألف                       | 111.37 ألف   |
| عدد السكان (نسمة)                                         | 9.50 مليون                       | 4.73 مليون   |
| الكثافة السكانية (ن./كم²)                                 | 45.76                            | 42.47        |
| العاصمة                                                   | مينسك                            | مونروفيا     |
| اللغة الرسمية                                             | اللغة البيلاروسية، اللغة الروسية | لغة إنجليزية |
| العملة                                                    | روبل بلاروسي                     | دولار ليبيري |
| الناتج المحلي الإجمالي (بليون دولار)                      | 54.44 مليار                      | 2.16 مليار   |
| الناتج المحلي الإجمالي (تعادل القوة الشرائية) بليون دولار | 168.35 مليار                     | 3.76 مليار   |
| الناتج المحلي الإجمالي الاسمي للفرد دولار أمريكي          | 5.74 ألف                         | 455          |
| الناتج المحلي الإجمالي للفرد دولار أمريكي                 | 18.18 ألف                        | 842          |
| مؤشر التنمية البشرية                                      | 0.798                            | 0.430        |
| رمز المكالمات الدولي                                      | +375                             | +231         |
| رمز الإنترنت                                              | .by، .бел                        | .lr          |
| المنطقة الزمنية                                           | ت ع م+03:00                      | 00           |

## منظمات دولية مشتركة
يشترك البلدان في عضوية مجموعة من المنظمات الدولية، منها:
| علم المنظمة | اسم المنظمة                               | تاريخ انضمام روسيا البيضاء | تاريخ انضمام ليبيريا |
| ----------- | ----------------------------------------- | -------------------------- | -------------------- |
|             | الاتحاد البريدي العالمي                   | ?                          | ?                    |
|             | منظمة حظر الأسلحة الكيميائية              | ?                          | ?                    |
|             | الأمم المتحدة                             | 24 أكتوبر 1945             | 2 نوفمبر 1945        |
|             | منظمة الشرطة الجنائية الدولية             | ?                          | ?                    |
|             | وكالة ضمان الاستثمار متعدد الأطراف        | 3 ديسمبر 1992              | 12 أبريل 2007        |
|             | مؤسسة التمويل الدولية                     | 2 نوفمبر 1992              | 28 مارس 1962         |
|             | البنك الدولي للإنشاء والتعمير             | 10 يوليو 1992              | 28 مارس 1962         |
|             | الاتحاد الدولي للاتصالات                  | 7 مايو 1947                | 10 أكتوبر 1927       |
|             | المركز الدولي لتسوية المنازعات الاستشارية | 9 أغسطس 1992               | 16 يوليو 1970        |
|             | يونسكو                                    | 12 مايو 1954               | 6 مارس 1947          |

## وصلات خارجية
- موقع وزارة الخارجية البيلاروسية
- موقع وزارة الخارجية الليبيرية